# دژ (رمان)
دژ  (به انگلیسی: The Citadel) رمانی به نگارش آرچیبالد جوزف کرونین Cronin.Aj است که اولین بار در سال ۱۹۳۷، در پرداختن به موضوع بحث‌برانگیز اخلاق پزشکی پیشگامانه محسوب می‌شد. این شد که یک دهه بعد، با پایه‌گذاری و معرفی NHS در بریتانیا اعتبار پیدا کرد. در ایالات متحده آمریکا این رمان جایزه کتاب ملی را در سال ۱۹۳۷ به خود اختصاص داد و اعضای انجمن کتاب فروشان آمریکا به آن رأی مثبت دادند، دکتر Cronin برای کتاب پنجمش از تجربیات خود در حوزه پزشکی در جوامع و گروه‌های مشغول بکار در معدن زغال سنگ در مناطق دره‌های Sauth wales کمک گرفت، همان‌طور که دو سال قبل برای رمان دیگرش به نام "خیره شدن به ستاره ها"down The stars look این کار را انجام داده بود. مخصوصاً او در مورد ارتباط بین استنشاق گرد و خاک و ذرات زغال سنگ و بیماری ریوی در شهر تردیگارTredegar تحقیق کرد و گزارشهایی را ارائه کرد. او همچنین به عنوان یک پزشک برای انجمن امدادرسانی پزشکی تردیگار در بیمارستان cottage فعالیت می‌کرد، بیمارستانی که به عنوان الگو و مدلی برای خدمات بهداشت و سلامت ملی به مردم خدمت رسانی می‌کرد. Cronin یکبار در مصاحبه‌ای عنوان کرد که "من تمام احساسات مربوط به حرفه پزشکی، بی‌عدالتی‌ها و نابرابری‌های آن، معاندت غیرعلمی وابسته و مخفی آن و فریب‌هایش را در رمان دژ نظامی نوشته و مکتوب کرده‌ام ... ترس و وحشت‌ها بی عدالتی‌هایی که به تفصیل در داستان آمده است مواردی هستند که خودم بشخصه شاهد آن‌ها بوده‌ام. این حمله علیه افراد نیست بلکه علیه یک نظام است. در سال ۱۹۳۸ این رمان به یک فیلم بدل شد که در آن شخصیتهایی مثل Robert donat,Rosalind russel , Ralph Richardson , rex Harrison بازی می‌کردند و نسخه‌های تلویزیونی آن شامل یک مورد آمریکایی (۱۹۶۰)، ۲ مورد انگلیسی(۱۹۶۰٬۱۹۸۳) ،۲ مورد ایتالیایی (۲۰۰۳٬۱۹۶۴) بودند. همچنین بر اساس این رمان ۳ فیلم هندی نیز ساخته شد: teremere sapne (1971) به زبان هندی، jiban saikate(1972) به زبان بنگالی و madhura swapnam (1982).

## خلاصه داستان
در اکتبر ۱۹۲۱، اندرو مانسون Andrew manson یک پزشک تازه فارغ‌التحصیل شده و آرمان گرا برای کار به عنوان دستیار دکترpage در شهرک معدنی کوچک ویلز در منطقه drineffy به کشور اسکاتلند وارد شد. او به سرعت متوجه شد که page آدم نادرست و بی اعتباریست و اینکه وی مجبور است همه کارهای او را برای یک دستمزد ناچیز انجام دهد. با دیدن شرایط غیر بهداشتی محیط شوکه شد، برای اصلاح و بهبود مسائل و امور جاری تلاش کرد و در این راه از حمایت دکتر Philip denny که یک آدم بدبین نیمه الکلی بود برخوردار شد از این شغل استعفا داد و مقامی را به عنوان دستیار در یک طرح کمک رسانی پزشکی به معدن کاران در منطقه aberalaw (یک شهرک معدنی نزدیک در منطقه زغال سنگی ویلز جنوبی) بدست آورد. در جریان این کار او با Christine barlow که معلم مدرسه راهنمایی بود ازدواج کرد. کریستین در تحقیقات سیلیکوزیس همسرش به او کمک می‌کرد. مانسون که مشتاق و علاقه‌مند به بهبود و اصلاح شرایط زندگی بیماران مخصوصاً معدن کاران زغال سنگ بود ساعت‌های زیادی را صرف تحقیق در حوزه انتخابی خودش پیرامون بیماری ریوی کرد. او در این خصوص مطالعه و تحقیق کرد و به عضویت پزشکان کالج سلطنتی (MRCP) درآمد و هنگامی که تحقیقاتش منتشر شد مدرک پزشکی‌اش را هم گرفت. این تحقیقات باعث شد او مقامی را در هیئت مدیره معادن (MINES FATIGUE BOARD) درلندن بدست بیاورد، اما بعد از ۶ ماه استعفا داد تا یک دفتر کار شخصی را راه اندازی کند و شخصاً فعالیت کند. او کار خودش را با این تصور شروع کرد که می‌تواند بجای اینکه بر طبق اصول و قواعد پیش برود، به راحتی از طریق مشتریان ثروتمند کسب درآمد کند، در این جریان مانسون با بیماران خصوصی و جراحان شیک و خوش لباس آمد و شد نمود و با آن‌ها ارتباط پیدا کرد و از همسرش دور شد. تا اینکه به خاطر یک غفلت جراحی، بیماری فوت کرد و این حادثه باعث شد مانسون کارش را ترک کند و به مسیر زندگی قبلی‌اش برگردد. او و همسرش ارتباطات صدمه دیده خود را ترمیم کردند. اما کریستین در یک حادثه تصادف کشته شد. اکنون این دکترDENNY بود که او را به منطقه ییلاقی ویلز فرستاد تا وضعیت روحی و جسمی اش بهبود پیدا کند. از آنجا که مانسون یک جراح فاقد صلاحیت متهم به قتل بود، از روی انتقام و کینه جویی گزارش وی را به شورای عمومی پزشکان می‌دهد با این توجیه که او با یک متخصص آمریکایی بیماری سل که فاقد مدرک پزشکی بوده‌است در درمان بیمارش همکاری کرده‌است، هرچند که آن بیمار تحت درمان بطور موفقیت آمیزی در کلینیک درمانی معالجه شده بود. او در جلسه دادگاه از عملکرد خود دفاع کرد. وی بعدها به گروه دکتر DENNY و دکتر HOPE (میکروب شناس) ملحق شد.